# أوين هارت
أوين هارت هو مصارع كندي من مواليد 7 مايو 1965 هو الأخ الأصغر للمصارع بريت هارت توفي بسبب سقوطه عندما كان يريد الدخول من أعلى الحلبة يوم 23 مايو 1999 عن عمر يناهز 34 سنة تم تعويض عائلة هارت لوفاة أوين هارت.

## الحياة المُبكّرة
وُلد أوين هارت في السابع من أيّار/مايو 1965 في كالجاري ألبرتا بكندا. هو فردٌ من أفرادِ عائلة هارت المعروفة في ميدانِ المصارعة، فهو أصغر أبناء العائلة المكوّنة من الزوج ستو والزوجة هيلين هارت وعددٍ من الأبناء. نشأ أوين في منزلٍ مع أحد عشر أخًا: سميث وبروس وكيث وواين ودين وإيلي وجورجيا وبريت وأليسون وروس وديانا.
لدى أوين هارت أصلٌ يوناني من خلال جدته لأمه كما له أصلٌ أيرلندي من خلال جده لأمه. والده من أصل اسكتلندي أيرلندي، ولأن والدته هيلين وُلدت في نيويورك فقد كان هارت مواطنًا مزدوجًا من حيثُ الجنسيّة حيثُ يملك جنسية بلده الأم كندا وجنسية والدته التي هي الولايات المتحدة.

## المصارعة الحرة

### البداية (1983–1988)
اكتسب هارت بعض الخبرة في عالمِ المصارعة لأول مرةٍ في قسم مصارعة الهواة في المدرسة الثانوية التي التقى فيها بزوجته المستقبليّة مارثا. لم تكن المصارعة الخيار الأول لهارت كمهنة وذلك كما أوضحت مارثا في كتابها بروكن هارتس (بالإنجليزية: Broken Harts)‏ حيثُ حاول أوين عدة مرات أن يجد عيشًا مربحًا خارج عالم المصارعة. نُقل عن أوين قوله في فيديو نشرته دابليو دابليو إي أن المصارع الكندي صارعَ خلال فترة وجوده في الجامعة متخفيًا (تحت قناع) باعتبارهِ بولدوج البريطاني الأصلي، ثم صارعَ بعد تخرجه من الجامعة باسمِ برونكو في رويال ألبرت هول في لندن بإنجلترا. نظرًا لأن هذه المحاولات لم تنجح، فضَّل هارت العودة للتداريب في منزل والده كما عمل في الشركة التي كان يُديرها فضلًا عن مشاركتهِ في بعض مباريات المصارعة التي بُثت على آي تي في. عمل أوين هارت على نفسه وعلى تطوير مهاراته طوال سنتينِ كاملتينِ إلى أن تعاون عام 1986 مع بِن بسراب ليفوز الثنائي ببطولة ستامبيد للمصارعة الدوليّة (فئة الفرق). نجاح الفريق ومهارات هارت في البطولة جعلت منه مرشّحًا رئيسيًا وبارزًا لجائزة النجم الصاعد (بالإنجليزية: Rookie of the Year Award)‏ لعام 1987. خسر هارت وبِن بسراب لقب بطولة ستامبيد ليبدأ صراعهما مع الثنائي الآخر جوني سميث وديناميت كيد. سافر هارت في العام ذاتهِ إلى اليابان حيث انضمَّ لنيو جابان برو ريسلينغ مشاركًا في هذه البطولة في عدة جولات لعلَّ أبرزها مباراته الصعبة أمام المصارع الياباني كييشي يامادا، ومباراته القويّة الأخرى ضدّ جوشن ثوندر ليغر. هزم هارت في السابع والعشرين من أيّار/مايو 1988 هيروشي هاسي في بطولة آي دابليو جي بي للناشئين للوزن الثقيل ليُصبح أول مصارعٍ غير ياباني يفوز باللقب الذي فشل في الحفاظِ عليه حيثُ خسر بعد شهرٍ تقريبًا أمام شيرو كوشيناكا وذلك في الرابع والعشرين من حزيران/يونيو 1988.

### الاتحاد العالمي للمصارعة (1988–1989)
أدى نجاح هارت في اليابان إلى عودته للولايات المتحدة لتوقيعِ عقدٍ احترافي مع الاتحاد العالمي للمصارعة في صيف عام 1988. بدلاً من الترويج لأوين باعتباره الأخ الأصغر لبريت هارت، قرر الاتحاد العالمي للمصارعة جعلهُ مصارعًا مقنّعًا وتقديمه للجمهور على أساس أنه «بطلٌ خارقٌ» وقد لعب هذا الأمر دورًا في مسيرة أوين كما تطوّر أسلوبه داخل الحلبة حيثُ ركّز – باعتباره بطلًا خارقًا مُقدَّمًا من طرف الشركة – على أسلوب الطيران العالي. بدأ أوين هارت مسيرته المهنيّة الجديدة مع دابليو دابليو إي باسمِ ذا بلو بلايزر حيثُ قدم عروضًا جيّدة داخل الحلبة منتصرًا على عددٍ من المصارعين بما في ذلك تيري جيبس وستيف لومباردي وباري هوروويتز، وظهر هارت لأول مرةٍ في برنامج الدفع من أجل المشاهدة في مباراةٍ خماسيّةٍ حينما تعاونَ مع أولتيمت واريور وبروتوس بيفكايك وجيم برانزل وسام هوستون ضد هونكي تونك مان وجريج فالنتين ورون باس وباد نيوز براون ودانجروس داني ديفيس. على الرغمِ من إقصاء ذا بلو بلايزر من قِبل فالنتين، لكن فريقه حقَّق الفوز في المباراة. استمر هارت في المصارعة في دابليو دابليو إي، حيثُ هزمَ عددًا من المصارعين لكنّه فشل في المقابل أمام آخرين بمن فيهم تيد ديبياسي الذي خسر أمامه ليلة الحدث الرئيسي في الحادي عشر من آذار/مارس 1989. كما خسر أمام مستر بيرفكت في راسلمينيا 5.

### العودة إلى اليابان والمكسيك (1989–1991)
بعد فترة وجيزة من خسارتهِ في راسلمينيا 5، غادر أوين هارت الاتحاد العالمي للمصارعة للعودة لبطولة ستامبيد في اليابان حتى إغلاقها في كانون الأول/ديسمبر 1989، كما عاد في الوقتِ ذاته إلى نيو جابان برو ريسلينغ، ثمّ ذهب عام 1990 إلى ألمانيا للعمل مع جمعية كاتش ريسلنغ. خاض هارت بعد ذلك بعامٍ واحدٍ مباراة ماسكارا ماسكارا ضد المصارع المكسيكي إل كانيك فخسرها مودعًا بذلك لقب ذا بلو بلايزر.

### بطولة العالم للمصارعة (1991)
ظهر هارت لأول مرة في البرنامج التلفزيوني الذي يحملُ عنوان ورلد تشامبيونشيب ريسلينغ في السادس عشر من آذار/مارس 1991، حيثُ خاض مبارياته الخمسة الأولى ضد مواهب صاعدة مثل مارك كايل، كما شُوهد في مباراةٍ ما وهو يتعاون مع ريكي مورتون.

### العودة للاتحاد العالمي للمصارعة

#### المؤسسة الجديدة (1991–1992)
انخرطَت شركة دابليو سي دابليو في مناقشةٍ مع أوين هارت من أجل تسويةٍ عقدٍ معه لكنّ الصفقة لم تتم حيث لم يكن الأخير على استعدادٍ لنقل نفسه وعائلته إلى مقر الشركة في أتلانتا. بدلاً من ذلك، فضَّل هارت العودة لشركة الاتحاد العالمي للمصارعة للمرة الثانية وقد ترتب عن ذلك تفرق أعضاء مؤسسة هارت الشهيرة المؤلفة من شقيقه بريت وصهره جيم نيدهارت، حيثُ بدأ الأول مسيرة فردية له في عالم المصارعة بعيدًا عن المؤسّسة بينما عاد الثاني من الإصابة لينضمَّ إلى أوين مشكّلًا فريقًا عُرف باسمِ المؤسّسة الجديدة.
دخل أوين ونيدهارت في صراعٍ مع الأخوين بيفرلي، كما خاضا مباراة واحدة ضمنَ برنامج الدفع مقابل المشاهدة في رويال رامبل في كانون الثاني/ يناير 1992 حيث تغلبا على الفريق الذي عُرف حينها باسمِ الشرق السريع. غادر المصارع نيدهرات في وقتٍ ما الاتحاد العالمي للمصارعة، وهو ما أجبر هارت على الإكمال لوحده حيثُ لعب مباراة واحدة مهمّة على الأقل وكانت في راسلمينيا 8 أمام المصارع سكينر. تعاونَ هارت بعد ذلك مع كوكو بي. وير لتشكيل الثنائي الذي عُرف في عالم المصارعة باسمِ طاقة عاليّة، وقد خاض الثنائي مباراة واحدة ضمن برنامج الدفع مقابل المشاهدة وذلك في سلسلة سرفايفر حيث خسرا أمام فريق شرينكرز. بدأ فريقُ طاقة عاليّة – المكون من هارت وكوكو وير – في الانهيار تدريجيًا حتى تفكَّك بالكامل في بداية عام 1993 حينما بدأ المصارع الكندي مسيرتهُ الفردية من جديدٍ، لكنّه عانى من إصابةٍ في الركبة يوم التاسع من آذار/مارس 1993 في مباراةٍ أمام سكوت شارليز بيغلو وهي الإصابة التي أبعدته عن عالم حلبات المصارعة لمدة شهرين تقريبًا.

#### العداء مع بريت (1993–1995)

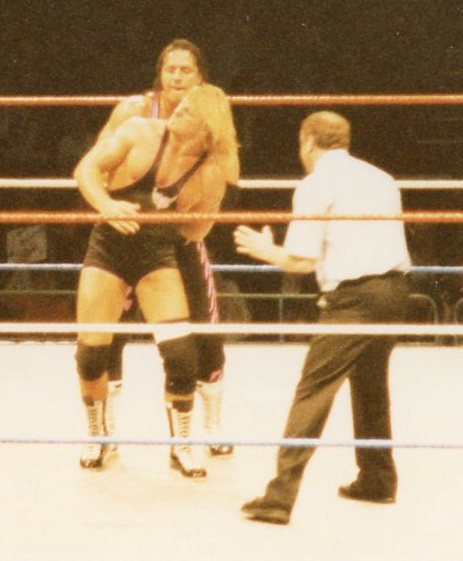
فاز عداء أوين مع شقيقه بريت بجائزة عداء العام، كما أثنت نشرة ريسلينغ أوبزرفر الإعلامية على مبارتهما داخل القفص الفولاذي في سامر سلام

عندما اندلع نزاعٌ بين بريت هارت وجيري لولر في منتصف عام 1993، وقف أوين إلى جانب أخيه وقاتل ضد لولر في اتحاد المصارعة بالولايات المتحدة، كما فاز أوين في الوقت ذاته بالبطولة الموحدة للوزن الثقيل حينما تغلَّب على تشارلز رايت. في خضّم كل هذا، تعرض المصارع الكندي لإصابةٍ في الركبة صيف عام 1993 وهو ما اضطره لقضاء بعض الوقت بعيدًا عن الحلبة فنُسي النزاع معَ لولر نوعًا ما. عاد هارت إلى الاتحاد العالمي للمصارعة في خريف عام 1993 بعد الشفاء التام من إصابة الركبة في وقتٍ كانت فيه عداوة بريت مع لولر قد انحرفت قليلًا عن مسارها شاملةً مصارعين آخرين. كان من المقرر أن يواجه بريت رفقة كلٍ من أوين وبروس وكيث لولر وفريقه في سلسلة سرفايفر لكنّ لولر لم يتمكن من الوصول إلى العرض لسببٍ ما ونتيجةً لذلك لم يتمكن من الظهور على تلفزيون الاتحاد العالمي للمصارعة. استُبدل لولر بشون مايكلز في مباراةٍ مثيرةٍ شهدت اصطدام أوين وبريت ببعضهما البعض عن غير قصدٍ مما تسبب في إقصاء أوين من الفريق بعدما سقط خارج الحلبة. عاد الأخيرُ بعد المباراة وخاض مواجهة حامية مع شقيقه بريت فيما حاول باقي الإخوة وهم كيث وبروس وستو تهدئة الأمور. أدت هذه المواجهة إلى مغادرة أوين الحلبة بينما كان أشقاؤه ووالده يُشاهدون في فزعٍ انسحابه وأمه هيلين تبكي في الصف الأول. ارتدى أوين في الليلة التالية لباسًا ضيقًا باللونين الوردي والأسود ونظارات شمسية ولباس شارب شوتر لإرسالِ رسالةٍ لشقيقه متحديًا إيّاه بعدما سئم من كونه في ظل بريت الذي رفض التحدي.

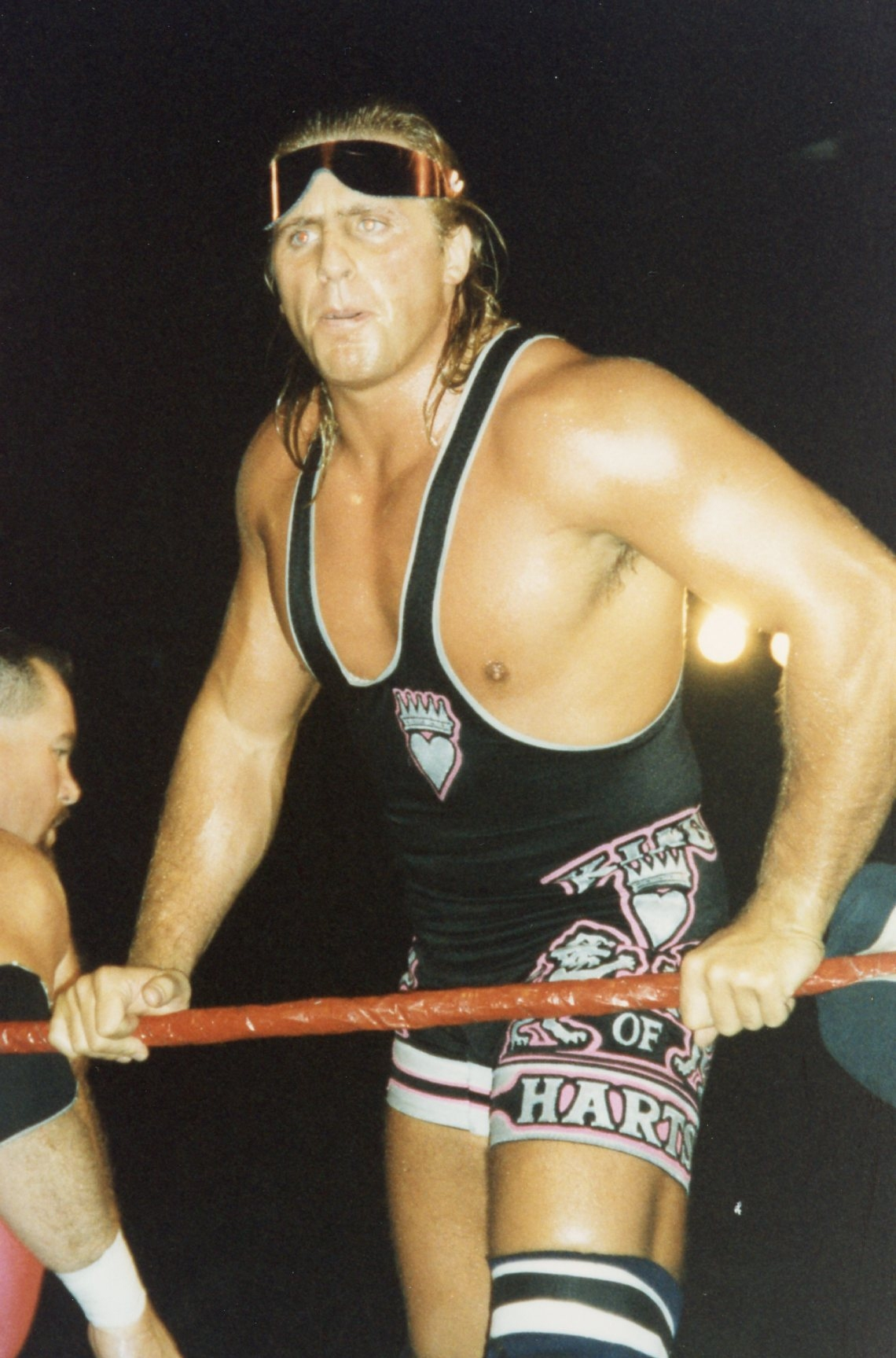
زَيَّن أوين ملابسه بعبارة «ملك هارتس» بعد فوزه بلقب ملك الحلبة عام 1994

حاول بريت التصالح مع شقيقه أوين عبر تكوين فريقٍ معه للمشاركة في بطولة العالم للفرق الثنائيّة، كما واجه الاثنانِ فريق كيبيك على اللقب في رويال رامبل في كانون الثاني/يناير 1994. كان كل شيءٍ في البداية على ما يرام بين الأخوين حتى أُصيب بريت في ركبته ولم يتمكّن من مصافحة أوين – الذي كان واقفًا في الزاوية – قصد إشراكه في المباراة. أُصيب أوين هارت بالإحباط بسبب هذا، وعندما أوقف الحكم المباراة بسبب إصابة بريت في الركبة تدخ أوين راكلًا شقيقه في ركبته ثم غادر الحلبة غاضبًا. اتهم أوين الغاضب بعد الواقعة شقيقه بأنه أناني مؤكّدًا على أن ما فعله بضرب ركبة شقيقه المتضررة أصلًا كان أمرًا جيدًا عقابًا له. ساءت العلاقة بين الاثنان ودخلا في صراعٍ محمومٍ حتى واجه بعضهما البعض لأول مرةٍ في راسلمينيا 10 حينما تبَّثَ أوين أخوه الأكبر حتى عدَّ الحكم إلى ثلاثة محقّقًا فوزًا مهمًا عليه. فاز بريت في وقتٍ لاحقٍ من المساء ببطولة دابليو دابليو إي بينما وقف أوين متفرجًا ومشاهدًا في غيرةٍ احتفال بريت في الحلبة. فاز أوين ببطولة ملك الحلبة عام 1994 على رازور رامون بمساعدةٍ من نيدهارت، فحصلَ على لقب «ملك هارتس» أو «ملك عائلة هارت».
تنازع أوين وبريت طوال صيف عام 1994، حيث اشتبكا عدة مرات في مبارياتٍ فرديةٍ وفي وقتٍ لاحقٍ في مباريات حماعيّة بعدما انضمَّ بولدوج البريطاني لبريت. جرت مباراتان بارزتان في خلافِ الإخوة هذا: الأول كانت داخل قفصٍ صلبٍ في إطارِ مباريات سامر سلام وانتهت لصالحِ بريت. نالت مباراة الاثنين شهرة كبيرة وحظيت بمتابعة أكبر حيثُ قيّمها ديف ميلتزر بخمس نجوم، أما المباراة الثانيّة فكانت من نوعيّة مباراة الحطاب وقد جرت في السابع عشر من آب/أغسطس حيثُ فاز بها أوين في البداية وأَعلن أنه بطل الاتحاد العالمي للمصارعة في فئة الوزن الثقيل، لكنّ الحكم أمر بمواصلة المباراة إلى أن انتهت لصالحِ أوين من جديد. وجَّه أوين في سلسلة سرفايفر ضربة موجعة لشقيقه حينما خدعه بفضل منشفةٍ ما متسببًا في سقوطهِ خارج الحلبة وبالتالي إقصائه. لقد كلّفت هذه الحيلة بريت اللقب العالمي لصالح بوب باكلوند، كما منع أوين شقيقه بريت من جديدٍ من استعادة اللقب في رويل رامبل عام 1995 عندما تدخل في المباراة بين بريت والبطل الجديد كيفين ناش.
اشتبك في الأسابيع القليلة التي تلت رويل رامبل – والتي خسرها بريت بسبب شقيقه – الأخوانِ في عدّة مناسباتٍ إلى أن تفوق بريت على أوين فعليًا، لكنّ الأخير تدارك الأمور حينما فاز ببطولة فُرق الاتحاد العالمي للمصارعة بعدما تغلَّب على فريق ذا سموكينج جانز في راسلمينيا 11. لقد تحدَّى أوين – الذي انضمَّ إليه «شريكٌ غامضٌ» لم يُعلن عنه – فريق جانز في مباراة لقب تبيّن فيها أن الشريك هو بطل العالم السابق يوكوزونا. بعد الانتصار الكبير، عيَّن أوين جيم كورنيت ومستر فوجي مديرين له وهما مديري زميله في الفريق يوكوزونا. دافع الفريق عن اللقب لمدة خمسة أشهر حتى خسره أمام شون مايكلز وديزل، ثمّ استرجعاه للمرة الثانيّة لفترة وجيزة قبل أن يخسراه من جديدٍ لكن هذه المرة لصالحِ فريق ذا سموكينج جانز، واستمرَّ أوين ويوكوزونا في العمل كفريقٍ واحدٍ حتى نهاية العام.

#### التعاون مع بولدوج (1996–1997)
انضمَّ ديفي بوي سميث – ويُعرف أيضًا باسمِ بولدوج البريطاني – عام 1995 إلى فريقِ كامب كورنيت، ثمّ بدأ خلال صيف عام 1996 في التعاونِ أكثر فأكثر مع صهره أوين هارت وكذا معَ فيدر الذي كان أيضًا عضوًا في كامب كورنيت. كان أوين معلقًا لحدث كينج أوف ذا رينج (ويُعرف أيضًا باسمِ ملك الحلبة) عام 1996 وقد أظهر دعمًا حزبيًا واضحًا للمصارعينِ فيدر وسميث. ارتدى هارت خلال تلك الفترة ما يُشبه الجبيرة على ساعده الأيمن لعدة أشهر متظاهرًا بالإصابة لكن تبيّن فيما بعد أنها كانت حيلة من المصارع الكندي لاستخدامها كسلاحٍ خلال مبارياته.
شاركَ بولدوج وهارت في أيلول/سبتمبر 1996 في عرضٍ مدفوعٍ نجحا خلاله في الفوزٍ بالميدالية الذهبية بعد هزيمة سموكينج جانز. غادر الاثنانِ قاعة العرض المدفوع مع الميدالية الذهبية وأيضًا مع مديرٍ جديدٍ بعدما خدع كلارنس ماسون جيم كورنيت للتوقيع على عقدي البطلينِ الجديدين. بدأت علامات الخلاف مع مرور الوقت تبرزُ للسطح بين الاثنين وتوضّحت أكثر في عرض رويل رامبل حينما قام هارت عن طريق الخطأ بإقصاءِ زميله في الفريق بولدوج. تواصلَ سوء التفاهم بين الزميلينِ في الفريق حيثُ خسرا أمام دوغ فورناس وفيل لافون، أما بولدوج فطردَ مديره ماسون بعد خسارة مباراةٍ أمام براين آدامز الذي كان يُديره ماسون أيضًا وهو ما أثار استياء أوين هارت. ازدادت الأمور سوءًا بين الاثنين بعد بطولة دابليو دابليو إي الأوروبية – حديثة العهد حينها – وذلك بعدما شقَّ الرجُلينِ طريقهما إلى النهائي الذي تُوّج به بولدوج.
بعد الاحتفاظ بلقبهما الزوجي ضد فريق هيدبانغرز في الرابع والعشرين من آذار/مارس 1997 من دبليو دبليو إي راو بسببِ عدم أهليَة الفريق الأخير، ازداد التوتر بين الاثنين فطالب هارت الغاضب بمباراةٍ على لقب بولدوج الأوروبي في الأسبوع التالي. بدأت مباراة الاثنين في الواحد والثلاثين من آذار/مارس من نفس العام وشهدت حضورًا جماهيريًا كبيرًا حيث اعتقد الحضور والمشاهدين أن أوين وبولدوج في طريقهم للانفصال أو حتى الدخول في عداوةٍ بين بعضهما البعض، لكنّ مفاجئة حصلت حينما اقتحمَ بريت هارت الحلبة مناشدًا الاثنان بإيقافِ المباراة ومتحدثًا بنوعٍ من التفصيلِ عن أهميّة الأسرة. اتفق الجانبانِ حينها على وضع خلافاتهما جانبًا والانضمام إلى بريت من أجل تشكيلِ مؤسسة هارت الجديدة التي ضمَّت الثلاثي رفقة جيم نيدهارت وصديق الأسرة براين بيلمان.

#### لم شمل مؤسسة هارت (1997)
سُرعان ما حصلَ أوين بعد تشكيلِ مؤسسة هارت على أول لقبٍ له في بطولة القارات دبليو دبليو إي حينما تغلَّبَ على روكي ميفيا. بهذا اللقب، أصبحت مؤسسة هارت – وبمعنى آخر الأعضاء المشكّلين للمؤسسة أو المجموعة – تملكُ في خزائنها كل ألقاب الاتحاد العالمي للمصارعة باستثناء اللقب العالمي وهو مما عزز هيمنتها على الاتحاد. توقّفت صحوة عائلة هارت حينما خسر أوين وصهره بولدوج البريطاني لقبهما الزوجي لصالحِ ستون كولد ستيف أوستن وشون مايكلز وذلك في السادس والعشرين من أيّار/مايو 1997 ليدخل أوين في عداوةٍ شديدةٍ بعدها معَ أوستن.
حصل أوين وبولدوج على فرصة ثانية لاستعادة لقب الزوجي بعد انسحابِ شون مايكلز بسبب الإصابة. خاض الاثنان عدة مبارياتٍ قتاليّة في إطارِ راو ونجحا في النهاية في التأهل لملاقاة أوستن وميك فولي الذي أعلن نفسه شريكًا للأول. جرت المباراة على لقب الزوجي في الرابع عشر من تموز/يوليو 1997 ونجح أوستن بمساعدةٍ كبيرةٍ من فولي في هزمِ هارت وبولدوج من جديدٍ حارمًا إيّاهم من فرصة استعادة اللقب للمرة الثانيّة تواليًا.

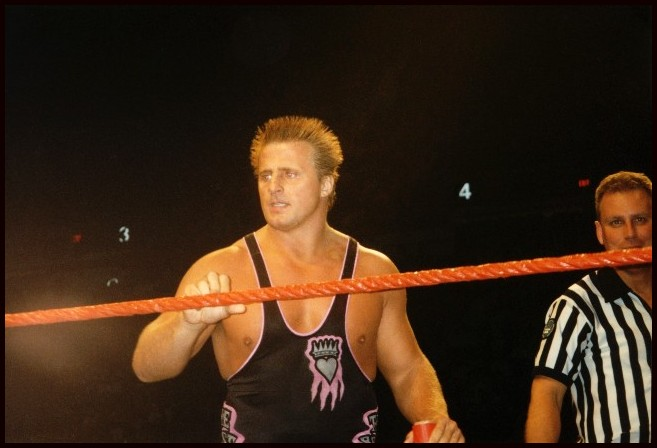
هارت في عام 1997

كان على هارت خلال بطولة سامر سلام التي أُقيمت في آب/أغسطس أن يُدافع عن لقبه القاريّ ضد أوستن في مباراة كِس ماي آس، حيثُ سيُجبر المصارع الكندي على تقبيل مؤخّرة أوستن في حالة الخسارة عدى عن خسارة اللقب. نفّذ هارت خلال المبارة إحدى حركاته الشهيرة عبر القفز من فوق الحبال مسددًا ضربة قويّة لأوستن على مستوى الجزء العلوي من جسمه وهو ما تسبب في إصابةٍ في رقبته، ومع أنّ أوستن فاز باللقب في ذلك المساء، إلا أنه أُجبر على التخلي عنه بسببِ الإصابة. على الرغم من أن الموقف برمته كان مجرد حادث، قرر الاتحاد العالمي للمصارعة جعله جزءًا من القصة حيث بدأ أوين يرتدي قميصًا منقوشًا كُتب عليه: «لقد كسرتُ عنقك للتوّ» في إشارةٍ لما فعله بأوستن.
خاض هارت مباراة أخرى أمام المصارع فاروق في الحدثِ المعروف باسمِ باد بلود: في منزلك على اللقب القاري، فنجحَ المصارع الكندي في حسمِ المباراة لصالحه بمساعدةٍ من أوستن، الذي أوضح أنه ساعد هارت في الفوز والاحتفاظ باللقب ليهزمه شخصيًا مؤكّدًا أنه لن يسمح لفاروق أو لأيّ شخصٍ آخر بأخذ اللقب القاري من أوين قبل أن يفعل هو ويثأر لنفسه.
تمكّن هارت من الاحتفاظِ باللقب في دورتينِ بعدما استُبعد من المشاركة في سلسلة باد بلود وكذا في حدث سرفايفر في مونتريال، لكنه عاد لمواجهة أوستن فتمكّن الأخير وهو المتعطّش لهذه المباراة من هزمِ هارت في بطولة إنتركونتيننتال آخذًا منه اللقب القاري. نُظّمت في وقتٍ لاحقٍ من تلك الليلة مباراةٌ جمعت بريت هارت وشون مايكلز فتدخل فيها فنس مكمان – وهو مدير الاتحاد العالمي للمصارعة – لصالح الأخير. عُرفت هذه المباراة على نطاقٍ واسعٍ باسمِ خيانة مونتريال وترتب عنها قرارٌ لا رجعة فيه بمغادرة بريت للاتحاد كما طلب بولدوج وجيم نيدهارت إعفاءاتٍ سريعةٍ من عقديهما للانسحابِ من دابليو دابليو إي وتوقيع عقدين جديدينِ في دابليو دابليو سي، فيما اضطّر أوين للبقاء في الاتحاد العالمي للمصارعة كعضو عائلة هارت الوحيد وذلك بسبب التزاماته التعاقدية.

#### بلاك هارت (1997–1998)
لم يُرَ هارت أو يُذكر في برمجة الاتحاد العالمي للمصارعة حتى ظهر بشكل مفاجئ بعد أن احتفظ شون مايكلز بلقبه بعد تجريد كين شامروك من الأهليّة في الحدث الذي يُعرف باسمِ في منزلك: دي جينيريشن إكس، حيثُ هاجم هارت المصارع شون الذي كان قد فاز عليه قبل مدة قصيرة بمساعدةٍ من رئيس الاتحاد. أصبحَ هارت حينها محبوب الجماهير التي لقبته بلقبِ لون هارت فيما أطلق عليه آخرون لقب ذا بلاك هارت. على الجانبِ المقابل، تحدى أوين شون مايكلز على بطولة دابليو دابليو إي للوزن الثقيل في التاسع والعشرين من كانون الأول/ديسمبر 1997 في حدث راو إيز راو، حيثُ أطبق هارت على مايكلز إحدى حركاته القاضيّة عبر محاولة كسر ظهره لكنّ تربل إتش أجل إنقاذ لقب مايكلز ليُعلن الحكم تجريد الأخير من الأهليّة مانحًا هارت اللقب. واصلَ أوين تحقيق المزيد من النجاحات حينما فازَ لاحقًا باللقب الأوروبي من تربل إتش Tوإن لم يكن بشكلٍ مباشر. عانى هارت في وقٍ لاحقٍ من إصابةٍ في الكاحل خلال مباراةٍ ضد باري ويندهام تدخل فيها تربل إتش من جديدٍ، حيثُ صرف انتباه الحكم فيما ضربت شريكته شينا هارت خلف ركبته اليسرى بمضرب بيسبول مُعيدة إيّاه إلى الحلبة أين وضع تريبل إتش قفلًا على كاحل هارت الأيمن متسببًا في إصابةٍ بالغةٍ له ليخسر بذلك اللقب الأوروبي.
بعد أربعة أسابيع من راسلمينيا، وأثناء مباراة فرقٍ بين شاروك ضد مارك هنري وذا روك، هاجمَ هارت زميله شامروك مسقطًا إيّاه. شكّل هارت – بعد الهجوم على شامروك – مع ذا روك مجموعة جديدة سُرعان ما دخلت في صراعٍ مع مجموعة دي إكس التي سخرت من هارت عبر ممثلٍ يرتدي زي المصارع الكندي في إشارةٍ له وينطقُ عبارة «أنا لستُ كتلة صلبة» وهي نفس الكلمة التي شتمَ بها شون مايكلز أوين، حيثُ يقول الأول إن الثاني عبارةٌ عن كتلةٍ صلبةٍ من البراز في وعاء المرحاض الذي وبغض النظر عن عدد مرات غسل مايكلز لم يتمكن من التخلص منها. لقد أصبحَ مصطلح كتلة صلبة (بالإنجليزية: Nagget)‏ مصطلحًا ساخرًا تبِع هارت لبقية حياته المهنية.

#### الانضمام إلى جيف جاريت (1998-1999)
بقي هارت في الفريقِ الذي كوّنه إلى جانبِ ذا روك طوال عامٍ كاملٍ لكنّ الثنائي بدأا في الابتعاد عن بعضهما البعض مع مرور الوقت. تعاونَ أوين هارت بعد سامر سلام معَ جيف جاريت ثمّ عيّنا ديبرا مديرة لهما على الرغمِ من نشوب بعض المشاكل بين الاثنينِ بسبب مديرة الأعمال الجديدة حسب ما نقلته وسائل إعلام من داخل عالم المصارعة. بعد المباراة التي أصاب فيها هارت بالخطأ دان سيفيرن، قرر الأول على ما يبدو ترك الاتحاد العالمي للمصارعة، من أجل التخلص من قصّة «الإصابة المشروعة» التي ألحقها هارت بأوستن في العام السابق، حاولت الشركة ابتكار قصّة جديدة بعد استقالة هارت حيثُ ظهر مصارعٌ مقنّعٌ يرتدي سترة ذا بلو بلايزر مدعيًا أنه ليس أوين هارت على الرغم من أنه كان واضحًا جدًا من كان تحت القناع. على عكسِ شخصيّة هارت – وبالتالي ذا بلو بلايزر – قبل استقالته، فقد كانت شخصيّة بلايزر متعجرفة نوعًا ما وتتعامل مع كُثرٍ في الاتحاد بنوعٍ من الازدراء. لإثبات أن هارت لم يكن شخصيّة ذا بلو بلايزر الثانيّة التي ظهرت بعد استقالته، فقد ظهر المصارع الكندي رفقة شخصيته القديمة الجديدة لكن الجمهور سرعان ما تبيّن أن الذي يرتدي زيّ تلك الشخصية في الفيديو هو جاريت. في محاولةٍ لاحقةٍ لإثبات أنه لا هارت ولا جاريت من يلعبانِ شخصيّة ذا بلو بلايزر، ظهرت هذه الأخيرة مع الاثنان في نفس الوقت ومع ذلك فقد كان من الواضح أن رجلاً أسود كان يرتدي قناع الشخصيّة وقد تبين فيما بعدُ أنه شريك هارت السابق كوكو بي وير). على الرغمِ من استقالته نظريًا فقد واصل المصارع الكندي الصراع في الاتحاد العالمي للمصارعة حيثُ هزم هو وجاريت في الخامس والعشرين من كانون الثاني/يناير 1999 كين شامروك وبيج بوس مان ليُتوَّجانِ بلقب الزوجي. دافع الثنائي بنجاحٍ عن لقبهما ضد تيست ودي لو براون في راسلمينيا 15، لكنها فشلا في الحفاظِ عليه في حدث راو في الخامس من نيسان/أبريل 1999 بعدما فقداه لصالح كين وإكس باك، ومع ذلك فقد استمر هارت وجاريت في التعاون معًا حتى وفاة الأول في أيار/مايو خلال عرض أوفر ذا إيدج.

## الحياة الشخصية
التقى المصارع الكندي أوين هارت بالمصارعة الكندية الأخرى مارثا جوان باترسون عام 1982. توطّدت العلاقة بين الاثنين مع مرور حتى تزوجا في الأول من تمّوز/يوليو 1989 وحصلا على طفلان: أوجي إدوارد هارت (من مواليد 5 آذار/مارس 1992) وأثينا كريستي هارت (من مواليد 23 أيلول/سبتمبر 1995).

## وفاته

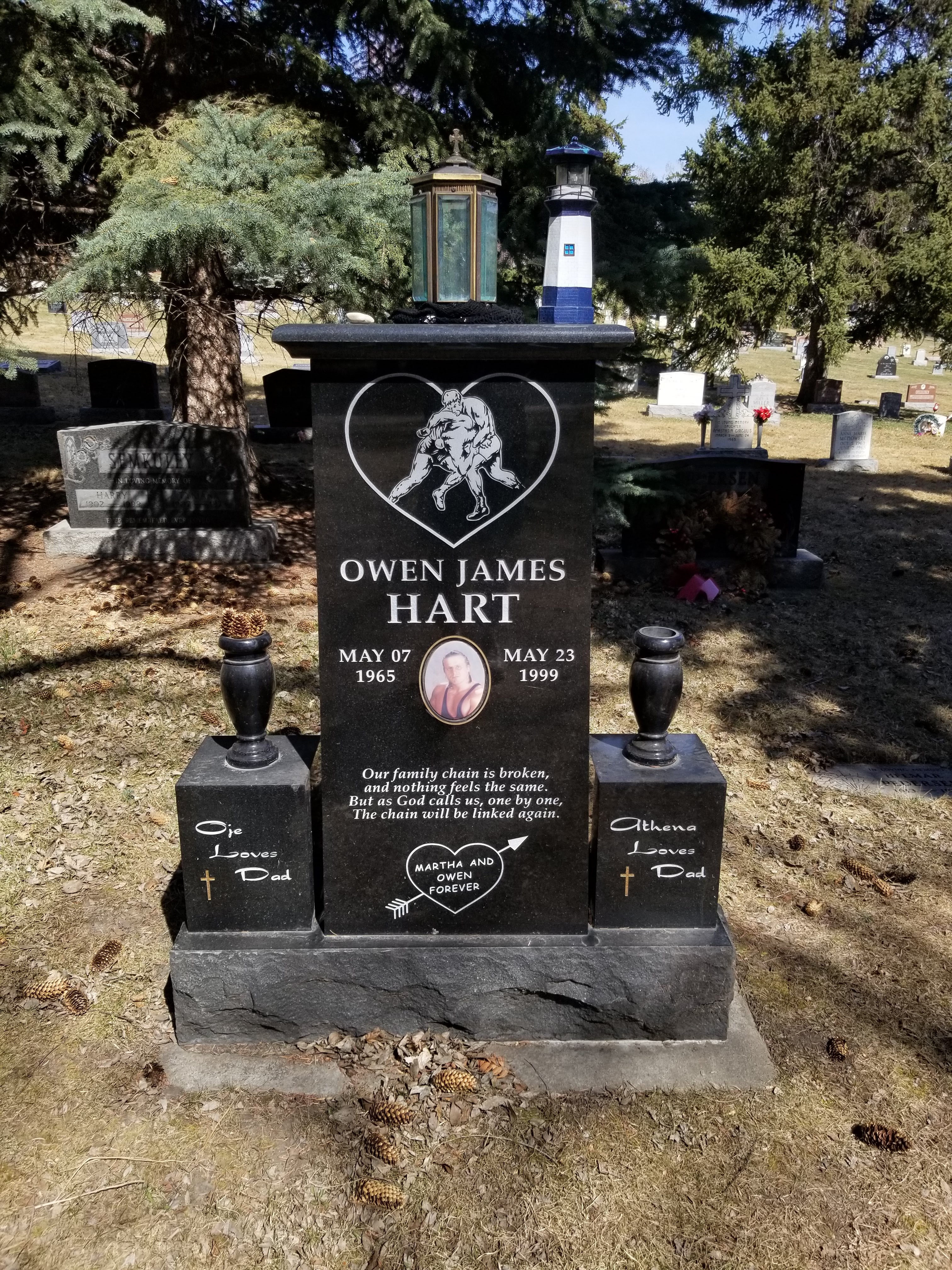
قبر أوين هارت

### أوفر ذا إيدج 1999
تُوفيّ أوين هارت في الثالث والعشرين من أيار/مايو 1999 حينما سقط من علوٍ مرتفعٍ أثناء مشاركته في حدث أوفر ذا كينج. كان هارت في طور النزول – وهو معلقٌ إلى رافعةٍ ما عبر حزام – إلى الحلبة في صالة هاي-في للمشاركة في مباراة ضمنَ بطولة إنتركونتيننتال ضد ذا جود فاذر. تماشيًا مع شخصية البطل الخارق المهرج الجديدة لبلايزر، قُرّر أن يدخل هذا الأخير الحلبة دخولاً دراماتيكيًا حيث تُوصله الرافعة لمستوى مرتفعٍ بقليلٍ فوق الحلبة – بحيثُ يكون آمنًا للمصارع عند النطّ – ثمّ يقفز بطريقةٍ كوميدية يتجاوب معها الجمهور. كان هذا الدخول الدراماتيكي تفصيلٌ عن دخولٍ آخرٍ قام به نفس المصارع في دبليو دبليو إي هيت قبل سرفايفر سيريس عام 1998. أثناء محاولة إنزاله في الحلبة، سقطَ هارت على ارتفاع 78 قدمًا (24 مترًا) ليرتطم بعدها ارتطامًا قويًا بالأرض على مقربةٍ من الجماهير في المساحة الفاصلة بين الحلبة وسياج الحضور.
لقد قام هارت بأداء الحيلة بضع مراتٍ فقط من قبل. لم يستطع مشاهدي البثّ المدفوع عبر التلفزيون مشاهدة الحادث بأكمله لكنّ الحضور داخل القاعة شهدوا الإنزال الفاشل مباشرة وهناك منهم من التقط صورًا وفيديوهات لكل ما حصل منذ البداية. بعد السقوط القويّ للمصارع الكندي وتوجّه الطاقم الطبي داخل الحلبة قصد مساعدة الضحيّة، أظهر بث الحدث المباشر الجمهور فقط. أخبر في هذه الأثناء مذيع تلفزيون الاتحاد العالمي للمصارعة جيم روس مرارًا وتكرارًا أولئك الذين يشاهدون البث المباشر المدفوع أن ما حدث للتو لم يكن مبرمجٌ له وأن هارت أصيب بأذى شديد مشددًا على خطورة الموقف. نُقل هارت إلى مركز ترومان الطبي في مدينة كانساس سيتي حيثُ جرت عدة محاولات لإنقاذه لكنه توفي متأثراً بجراحه عن عمرٍ ناهز الـ 34 عامًا وذلك بسبب النزيف الداخلي الناتج عن الإصابة الكليلة.

### الجدل
اختارت إدارة الاتحاد العالمي للمصارعة بشكلٍ مثيرٍ للجدل مواصلة العرض، وكان جيم روس قد أعلن في وقتٍ لاحقٍ عن وفاة هارت لمشاهدي البث المدفوع لكنه لم يُعلن ذلك صراحة للجمهور والحضور. في عام 2014 (أي بعد خمسة عشر عامًا من وفاته) بثت شبكة دابليو دابليو إي الحدث لأول مرة حيثُ عرضت تنويهًا قبل البدء تُنبه فيه المعجبين بوفاة هارت أثناء البث الأصلي، معلّقة خلال العرض: «في ذكرى أوين هارت (7 أيار/مايو 1965 – 23 أيار/مايو 1999) الذي وافته المنية بالصدفة أثناء هذا البث.»
في الأسابيع التي أعقبت وفاة هارت، تركز الكثير من الاهتمام على الحزام الذي استخدمه المصارع الكندي في تلك الليلة خاصة على الزناد سريع التحرير ومزالج الأمان. عندما يُنزل شخصٌ ما من العوارض الخشبية نحو الحلبة، تكون هناك في العادة مزالج احتياطية تُغلق لأغراض السلامة وهذا ما لم يكن متوفّرًا في حالة أوين. رفعت عائلة المصارع الكندي بعد أربعة أسابيع من الحدث دعوى قضائية ضد الاتحاد العالمي للمصارعة بشأن مدى خطورة وسوء التخطيط للحركة وأن نظام الحزام كان مُعيبًا. توصَّل الطرفانِ بعد أكثر من عامٍ ونصف وتحديدًا في الثاني من تشرين الثاني/نوفمبر 2000 إلى تسويةٍ تضمّنت دفع الاتحاد لـ 18 مليون دولار أمريكي لعائلة هارت. كانت الشركة المُصنّعة لنظام الحزام هي الأخرى مُدعى عليها من عائلة هارت التي سحبت القضية بعد التوصل إلى تسوية. استخدمت مارثا – زوجة الراحل – الملايين التي حصلت عليها كتعويضات لتأسيس مؤسسة أوين هارت، كما نشرت عام 2002 كتابًا عن حياة هارت بعنوان بروكن هارتس: حياة وموت أوين هارت (بالإنجليزية: Broken Harts: The Life and Death of Owen Hart)‏.

### ما بعد الحادثة
بُثَّت حلقة خاصة من دابليو دابليو إي راو في الرابع والعشرين من أيار/مايو 1999 أي في الليلة التي تلت وفاة هارت وأُطلق على تلك الحلقة اسم راو هي أوين حيث بُثت من مركز كيل في سانت لويس. ألغت الشركة جميع الأحداث والمنافسات بشكلٍ مؤقت، كما منح الاتحاد العالمي للمصارعة الحقّ للمصارعين في العمل أم لا في تلك الفترة. دعا هوارد فينكل خلال الحدث لروحِ هارت، فيما ظهر على اللوحة الكبيرة مقطع فيديو يظهرُ فيه رئيس الاتحاد فينس مكمان وهو يُكرّم روح المصارع الكندي الراحل. سُئل خلال البث عديدٌ من المصارعين عن شخصية عن هارت ومدى قربهم منها. كان رفاق هارت السابقين وخاصة الذين شكّلوا ثنائيًا معه عاطفيين بدرجة كبيرة ولعلَّ أبرزهم مارك هنري الذي بكى وهو يقرأ قصيدة كتبها في ذكرى هارت، كما ظهر ميك فولي الذي قالَ إن هارت كان المصارع المفضل لابنه وقد حصل بفخرٍ على قصّة شعرٍ مثل أوين.
تحدث المصارع جون برادشو ليفيلد عن كيف أنفق هارت أموالًا أقل من معظم المصارعين وذلك لأنه أراد التقاعد مُبكّرًا وقضاء بعض الوقت مع عائلته، كما ألقى صديق أوين ذا روك خطابًا قصيرًا قبل دخوله في مباراة ضد فال فينيس. انتهى البث بخروج ستون كولد ستيف أوستن لتحية خاصة لهارت من خلال تسلق الحبل الشائك ثمّ ترك بيرة واحدة في الحلبة (لأوين). كان الغياب الملحوظ الوحيد عن هذا العرض هو ذا أندرتيكر حيث قرر زيارة صديقه الحقيقي بريت هارت. حصل عرض التكريم هذا على تقييم 7.2 من 10 على تصنيفات نيلسن، مما يجعله العرض الأعلى تقييمًا في تاريخ عروض راو حينها. أشار شون مايكلز في سيرته الذاتية التي كتبها فيما بعد أن «أوين هو الرجل الوحيد الذي يُمكن أن يكون لديك عرضٌ معه لمدة ساعتين ولن يقول أيّ شخص كلمة سيئة عنه.» نظَّمَ الاتحاد العالمي للمصارعة في الواحد والثلاثين من أيار/مايو 1999 مباراة جمعت بين جيف جاريت وذا جود فاذر على بطولة إنتركونتيننتال ونجح الأول في حسمها لصالحه قبل أن يُهديها لروح زميله الراحل. جرت في الرابع من تشرين الأول/أكتوبر 1999 (أي بعد خمسة أشهر من وفاة أوين) مباراة جمعت بريت هارت وكريس بينوا على بطولة دابليو دابليو سي نيترو تكريما لروح أوين في نفس الساحة التي سقط فيها وفارق الحياة.

## الميراث
كان يُنظر إلى هارت على نطاقٍ واسعٍ على أنه أحد أفضل الممثلين في الحلبة في الاتحاد العالمي للمصارعة، بل أطلقت عليه قناة فوكس سبورتس لقب «العبقري». اعتُبر أوين هارت أحد أعظم المصارعين المحترفين على مرِّ العصور وذلك بشهادةِ عددٍ من الزملاء في الصناعة. أصدرت ديانا شقيقة هارت عام 2001 كتابها الأول بعنوان تحتَ السجّاد (بالإنجليزية: Under the Mat)‏ الذي تناول موضوع الأسرة. صدر الكتاب بعد وفاة أوين وأثار الكثير من الجدل حينها. رفعت مارثا هارت أرملة أوين دعوى قضائية بشأنِ الكتاب حيثُ ادعت أن ديانا أدلت بتصريحاتٍ غير دقيقة وغير مسؤولة عنها وعن أسرتها، كما قالت إن الكتاب مليءٌ بالتحريفات والافتراءات غير المبررة التي تحاول تدمير سمعة العائلة. رفعت مارثا في حزيران/يونيو 2010 دعوى قضائية ضد الاتحاد العالمي للمصارعة بسبب استخدام الأخير لاسم أوين وشكله بالإضافة إلى الصور الشخصية لعائلة هارت في برنامجٍ ما دون دفع رسوم الملكيّة. كان من المقرر أن تُعرض القضيّة على محكمة محليّة في الولايات المتحدة في حزيران/يونيو 2013 لكنّ تسوية توصلّ لها الطرفانِ في نيسان/أبريل 2013 لم يُكشف عن تفاصيلها.
أصدرَ الاتحاد العالمي للمصارعة برنامج أوين: هارت أوف جولد (بالإنجليزية: Owen: Hart of Gold)‏ على دي في دي وبلو راي في السابع من كانون الأول/ديسمبر 2015 في المملكة المتحدة وفي الولايات المتحدة، كما كشفت نهاية الموسم الثاني من برنامج الجانب المظلم من الحلبة (بالإنجليزية: Dark Side of the Ring)‏ عن تفاصيل حول مسيرة أوين في المصارعة وإرثه وموته. سمَّى المصارع كيفن أوينز ابنه على اسم هارت تكريمًا له، طَلَبَ مارك هنري أثناء توجّهه لقاعة المشاهير في عام 2018 من مارثا هارت السماح لزوجها الراحل بإدراجِ اسمه في القاعة، لكنّ مارثا رفضت ضمنيًا حينما وجّهت انتقادًا صريحًا لقاعة مشاهير الاتحاد قائلة: «ليس لديهم حتى مدخلٌ للمشاهير. لا يوجد شيء، إنه كيان مزيف. لا يوجد شيء حقيقي أو ملموس. إنه مجرد حدث يكسبون منه المال.»

## البطولات والإنجازات

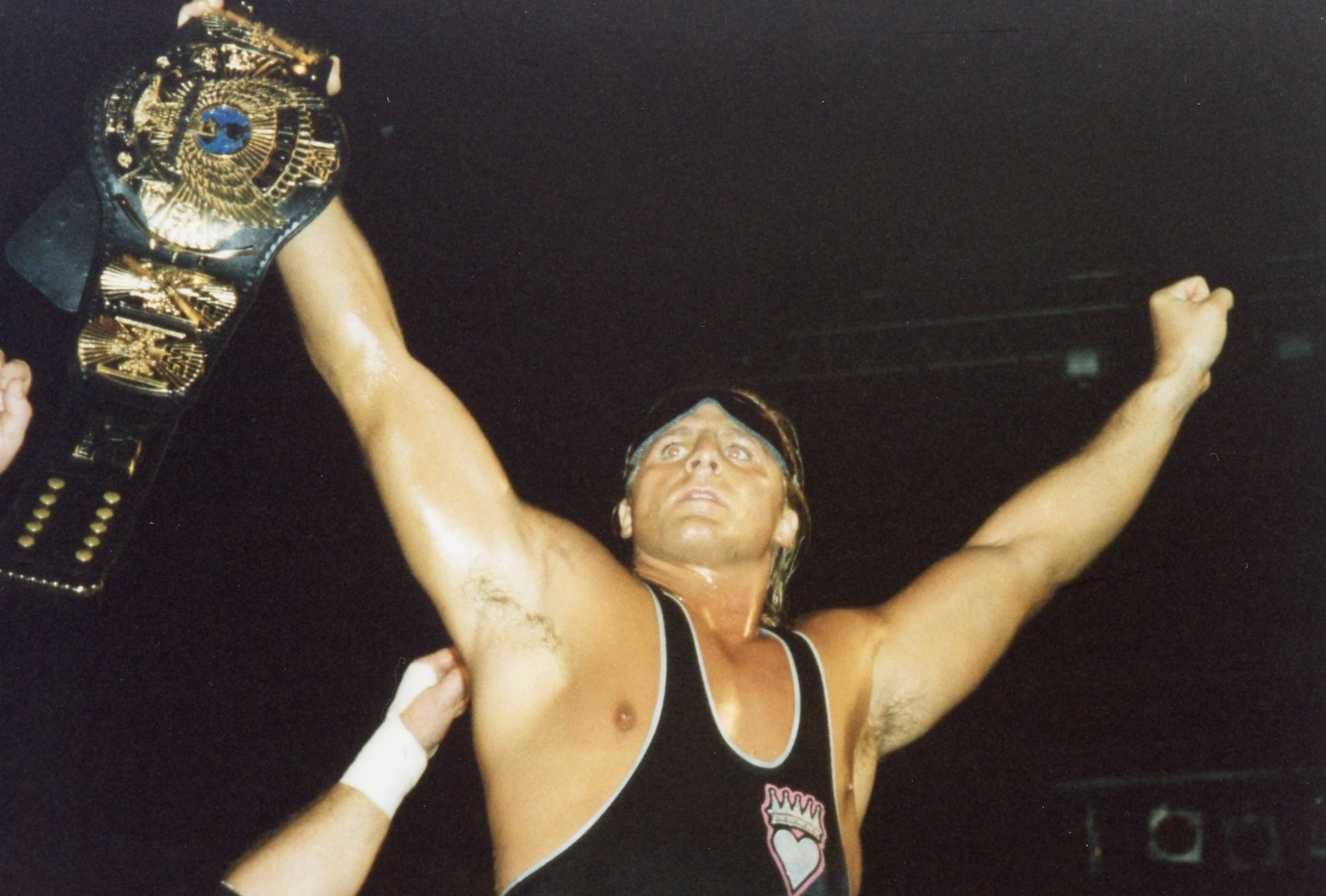
فاز هارت بجميع البطولات الكبرى في دبليو دبليو إي باستثناء بطولة دبليو دبليو إي

- قاعة جورج تراجوس/لو ثيسز للمصارعة المحترفة
  - نسخة 2018 (بعد وفاته[85])
- مصارعة الأساطير
  - قاعة المشاهير (نسخة 2011)
- تحالف مصارعة البراري
  - قاعة مشاهير مصارعة البراري (نسخة 2010[86])
- نيو جابان برو ريسلينغ
  - بطولة الناشئين للوزن الثقيل (مرة واحدة[87])
- برو ريسليغ
  - جائزة المُحَرِّر (نسخة 1999[88])
  - عداء العام (نسخة 1994[89])
  - النجم الصاعد (نسخة 1987[90])
  - المرتبة رقم 10 من أفضل 500 مصارع عام 1994[91]
  - المرتبة رقم 66 من أفضل 500 مصارع فردي عام 2003[92]
  - المرتبة رقم 84 من أفضل 100 مصارع في الفرق الزوجيّة عام 2003 - مع ديفي بوي سميث[93]
- قاعة مشاهير المصارعة المحترفة
  - نسخة 2019
- مصارعة المحترفين هذا الأسبوع
  - مصارع الأسبوع (5–11 تموز/يوليو 1987[94])
- قاعة مشاهير المصارعة الكندية
  - فردي[95]
  - مع عائلة هارت
- ستامبيد ريسلينغ
  - بطولة الكومنولث البريطانية للوزن الثقيل (مرة واحدة[96])
  - بطولة ستامبيد ريسلينغ إنترناسيونال للفرق (مرة واحدة مع بِن بسراب[97])
  - بطولة أمريكا الشمالية للوزن الثقيل (مرتين[98][99])
  - قاعة مشاهير المصارعة (نسخة 1995[100][101])
- جمعية المصارعة الأمريكية
  - البطولة الموحدة للوزن الثقيل (مرة واحدة[102])
- اتحاد المصارعة العالمي
  - البطولة الأوروبية (مرة واحدة[48])
  - بطولة القارات دبليو دبليو إي (مرتين[42][103])
  - بطولة العالم للفرق الثنائيّة (أربع مرات مع يوكوزونا (مرتان) ومع ديفي بوي سميث (مرة واحدة) وكذا مرة واحدة مع جيف جاريت (مرة واحدة)[53][104][105][106]
  - ملك الحلبة (نسخة 1994)
  - بطولة الفرق مع ذا بولدوج عام 1997
  - بطولة باد بلود: في منزلك عام 1997
  - جائزة سلامي (3 مرات)
    - بيجست رات (نسخة 1994)
    - سكوير سيركل شوكير (1996[107][108][109])
    - بيست باو تاي (1997[110]}}
- نشرة ريسلينغ أوبزرفر الإعلامية
  - أفضل مصارع طائر (1987، 1988[111])
  - عداء العام (1997)

لوتشا لايبريه
| الفائز          | الخاسر            | الموقع                   | الحدث   | التاريخ           | المراجع         |
| --------------- | ----------------- | ------------------------ | ------- | ----------------- | --------------- |
| إل كانيك (مُقنّع) | بلو بلايزر (مقنّع) | ناوكالبان، ولاية المكسيك | عرض يوا | 29 أيار/مايو 1991 | [ 112 ] [ 113 ] |

## وصلات خارجية
- أوين هارت على موقع IMDb (الإنجليزية)
- أوين هارت على موقع إن إن دي بي (الإنجليزية)
- أوين هارت على موقع قاعدة بيانات الفيلم (الإنجليزية)
- أوين هارت على موقع CageMatch worker (الإنجليزية)
- أوين هارت على موقع قاعدة بيانات المصارعة على الإنترنت (الإنجليزية)
- أوين هارت على موقع عالم المصارعة على الإنترنت (الإنجليزية)
- أوين هارت على موقع عالم المصارعة على الإنترنت (الإنجليزية)